# Blind Strait
Blind Strait är ett sund i Australien. Det ligger i delstaten Western Australia, omkring 700 kilometer norr om delstatshuvudstaden Perth. Blind Strait ligger på ön Dirk Hartog Island.
Trakten runt Blind Strait är nära nog obefolkad, med mindre än två invånare per kvadratkilometer. Stäppklimat råder i trakten. Genomsnittlig årsnederbörd är 256 millimeter. Den regnigaste månaden är juni, med i genomsnitt 80 mm nederbörd, och den torraste är oktober, med 2 mm nederbörd.